# Podismopsis mongolica
Podismopsis mongolica är en insektsart som beskrevs av Bei-bienko 1959. Podismopsis mongolica ingår i släktet Podismopsis och familjen gräshoppor. Inga underarter finns listade i Catalogue of Life.